# Piotr Szarejko
Piotr Szarejko (ur. 23 kwietnia 1916 w Wołkowysku, zm. 25 lipca 2009 w Warszawie) – polski lekarz, ginekolog i historyk medycyny. 

## Życiorys

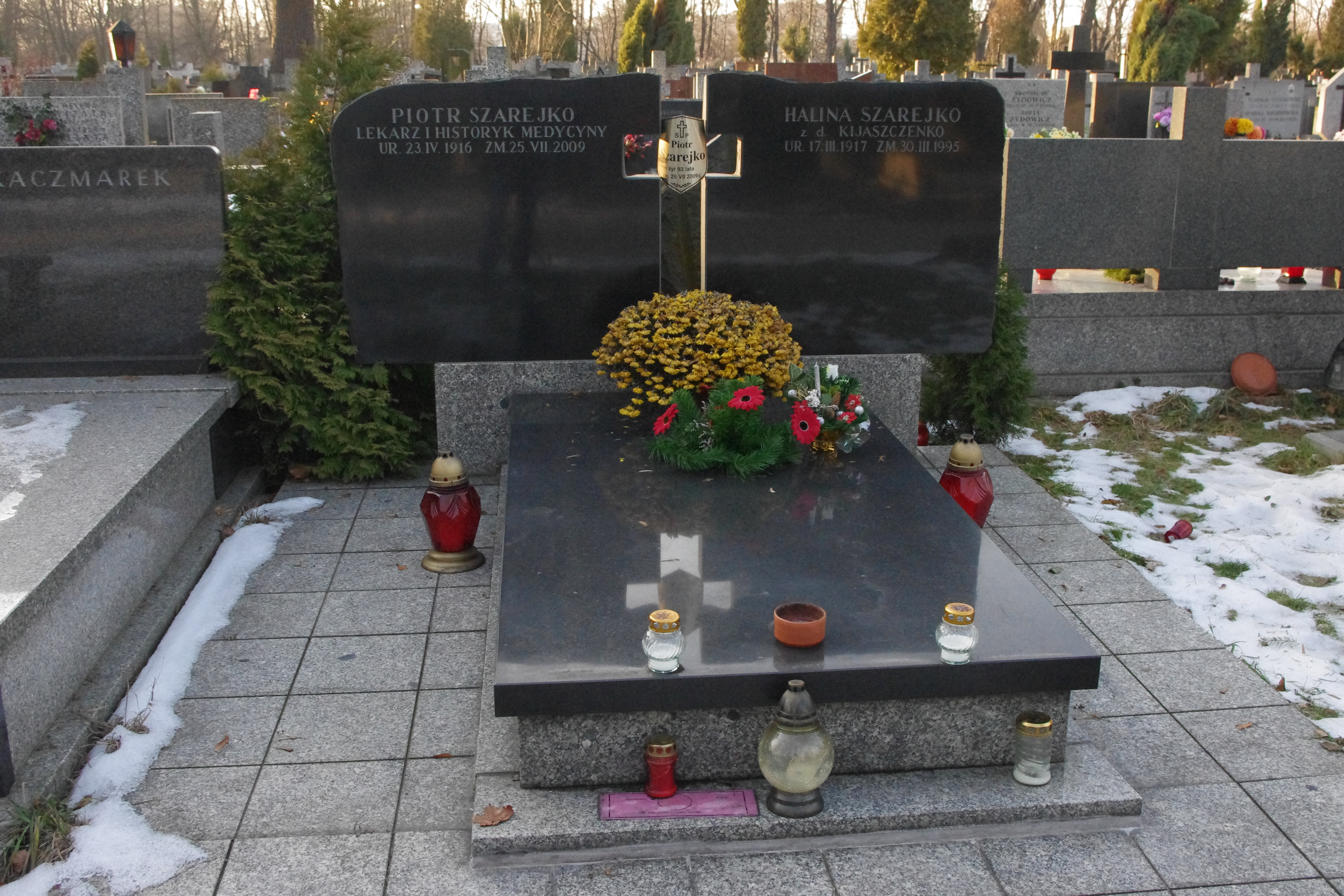
Grób Piotra Szarejki na Cmentarzu Prawosławnym w Warszawie

Syn Tomasza Szarejki i Zofii z Siewaszkiewiczów. Studiował medycynę na Wydziale Lekarskim Uniwersytetu Stefana Batorego w Wilnie w latach 1936–39 i w Państwowym Instytucie Medycyny we Lwowie w 1941. Dyplom lekarza otrzymał 25 czerwca 1941. Nostryfikował go 25 marca 1946 na Wydziale Lekarskim Uniwersytetu Jagiellońskiego.
W latach 1941–1942 pracował na oddziale ginekologiczno-położniczym Szpitala św. Łazarza w Krakowie. Od 1945 do 1950 naczelnik Wydziału Szpitalnictwa Ministerstwa Zdrowia. Od 1952 do 1954 adiunkt w Katedrze i Zakładzie Organizacji Ochrony Zdrowia Akademii Medycznej w Warszawie. Organizator i dyrektor Szpitala Ginekologiczno-Położniczego przy ul. Madalińskiego. W latach 1965 (1966)–1968 dyrektor Szpitala św. Zofii przy ul. Żelaznej w Warszawie. Od 1968 do 1970 był dyrektorem szpitala przy ul. Inflanckiej. W latach 1976–1984 kierował Przychodnią Rejonową ZOZ Warszawa-Wola.
W latach 1948–1950 redaktor naczelny czasopisma „Szpitalnictwo Polskie”. W latach 80. z jego inicjatywy powstała Sekcja Historyczna Polskiego Towarzystwa Lekarskiego. W 1991 kapituła Polskiego Towarzystwa Lekarskiego przyznała mu Medal Gloria Medicinae, w 1994 został członkiem honorowym Polskiego Towarzystwa Historii Medycyny i Farmacji. W 1998 odznaczony Medalem Augusta Ferdynanda Wolffa. 
Autor sześciu tomów Słownika lekarzy polskich XIX wieku, wydawanych od 1991 do 2001. Materiały do tego dzieła zbierał już od lat 50. Współpracował z redakcją Polskiego Słownika Biograficznego, Encyklopedii Zdrowia, Małej Encyklopedii Medycyny.
Zmarł 25 lipca 2009 w Warszawie. Pochowany jest na cmentarzu prawosławnym na Woli (grób 138/140).

## Prace
- Aktualne zagadnienia szpitalnictwa polskiego. Warszawa, 1948
- Słownik lekarzy polskich XIX wieku. Warszawa: Towarzystwo Lekarskie Warszawskie, 1991
- Słownik lekarzy polskich XIX wieku. Tom 2. Warszawa: Wydawnictwo Naukowe Semper 1991 ISBN 83-85810-35-8
- Słownik lekarzy polskich XIX wieku. Tom 3. Warszawa: Wydawnictwo Naukowe Semper 1995 ISBN 83-85810-82-X
- Słownik lekarzy polskich XIX wieku. Tom 4. Warszawa: Wydawnictwo Naukowe Semper, 1997 ISBN 83-86951-28-1
- Słownik lekarzy polskich XIX wieku. Tom 5. Warszawa: Wydawnictwo Bellona, 2000 ISBN 83-11-09031-9
- Słownik lekarzy polskich XIX wieku. Tom 6. Warszawa: Wydawnictwo Bellona, 2001